# UK Albums Chart
UK Albums Chart er en liste af rangordnede albummer i fysiske og digitale tidsskrifter i Storbritannien.